# Ла Пола (Болоња)
Ла Пола (итал. La Polla) је насеље у Италији у округу Болоња, региону Емилија-Ромања.
Према процени из 2011. у насељу је живело 12 становника. Насеље се налази на надморској висини од 814 м.